# Lipocosmodes
Lipocosmodes és un gènere monotípic d'arnes de la família Crambidae. Conté només una espècie, Lipocosmodes fuliginosalis, que es troba a Amèrica del Nord, on ha estat registrada des de Quebec fins a Florida i des d'Illinois fins a Texas.
L'envergadura alar és de 13 a 15 mm.